# Glashagen (Retschow)
Glashagen ist ein Ortsteil der Gemeinde Retschow im Landkreis Rostock in Mecklenburg-Vorpommern.

## Geografische Lage
Der Ortsteil liegt nördlich des Gemeindezentrums und grenzt im Norden an Bad Doberan, im Osten an Hohenfelde und im Nordwesten an die Gemeinde Reddelich. Die Wohnbebauung erstreckt sich westlich und östlich der Kreisstraße 6. Westlich liegt das ehemalige Dorf, östlich das ehemalige Gut. Dort entspringt der Glashäger Bach, aus dem sich der Mineralbrunnen Glashäger Brunnen speist.

## Geschichte

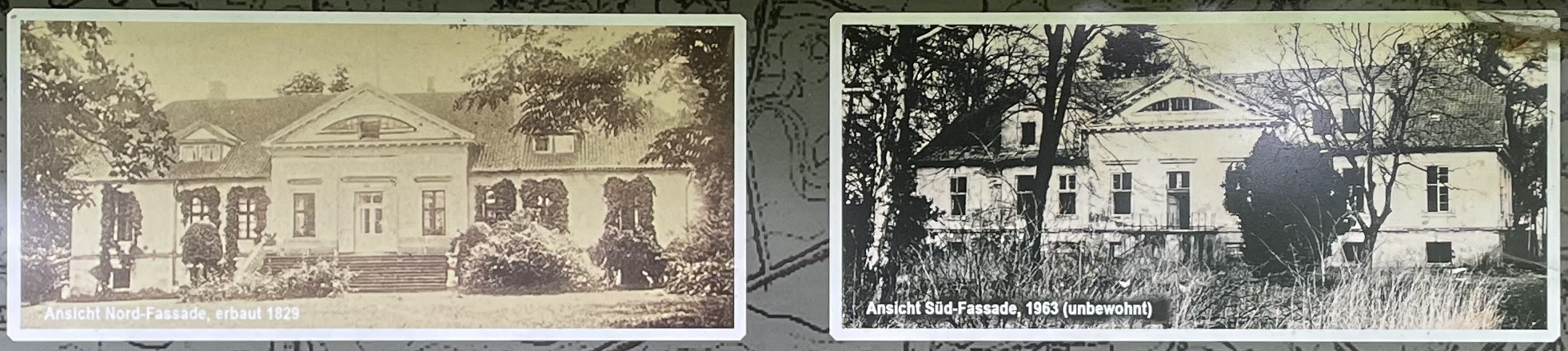
Ehemaliges Gutshaus

Der Amtshauptmann Hundt ließ 1829 ein Gutshaus mit Park errichten. Er war der höchste Baubeamte Friedrich Franz I. und ließ ein Gebäude im Stil des Klassizismus errichten. Nach mehreren Besitzerwechseln ist Hans von Blücher im Jahr 1906 als Eigentümer bekannt, der erste Bohrungen für die anschließend genutzten Mineralquellen durchführen ließ. Der letzte Besitzer war Otto Kuntze, der nach dem Zweiten Weltkrieg im Jahr 1945 enteignet wurde. Das Gutshaus verfiel und wurde 1984 abgerissen. Ein Teil des Baumaterials kam beim Wiederaufbau eines Hotels in Bad Doberan zum Einsatz. Übrig blieben einige Wirtschaftsgebäude sowie Reste des Landschaftsparks, darunter eine Reihe Linden am Eingang sowie eine als „Liebesbank“ bezeichnete Rastmöglichkeit zwischen zwei Eichen. Im Ortsteil haben sich im Jahr 2023 zahlreiche Künstler niedergelassen.